# Warrenzin
Warrenzin là một đô thị thuộc huyện Mecklenburgische Seenplatte (trước thuộc Vorpommern-Greifswald (trước thuộc Demmin)), bang Mecklenburg-Vorpommern, Đức. Đô thị Warrenzin có diện tích 29,05 km², dân số thời điểm ngày 31 tháng 12 năm 2006 là 427 người.